# Аббас, Хишам
Хишам Аббас (р. 13 сентября 1963, Каир) — египетский поп-певец, более всего известный как исполнитель ставшей хитом песни Habibi Dah (Nari Narain), а также религиозной песни Asmaa Allah al-husna.
Хишам окончил среднюю школу Дар-эль-Тафл, затем Американский университет в Каире, получив диплом в области машиностроения, однако впоследствии решил стать профессиональным музыкантом. Свою творческую деятельность начал ещё в университетской самодеятельности, затем играл в группе Pats.
Известность получил в 1990-е годы, среди его ранних композиций Wana Wana Wana, Eineha El Sood, Ta’ala, Ya Leila, Shoofi. Уже в середине десятилетия пользовался популярностью и известностью, удостоившись, в частности, премии Orbit’s Arabic Song Award в 1997 году. Всего за свою карьеру записал порядка десяти сольных альбомов.
Самой известной песней его авторства является Habibi Dah (Nari Narain), записанная в 2001 году при участии индийской карнатической певицы Бомбей Джаяшри. Эта композиция была сертифицирована в Египте как платиновая, а клип на песню (записанный в индийском штате Керала) получил премию за лучшее видео на церемонии «Египетский Оскар».
В 2014 году на египетском телевидении был запущен документальный сериал, в котором Хишам рассказывает о своей биографии.